# Richard Bienert (Politiker, 1881)

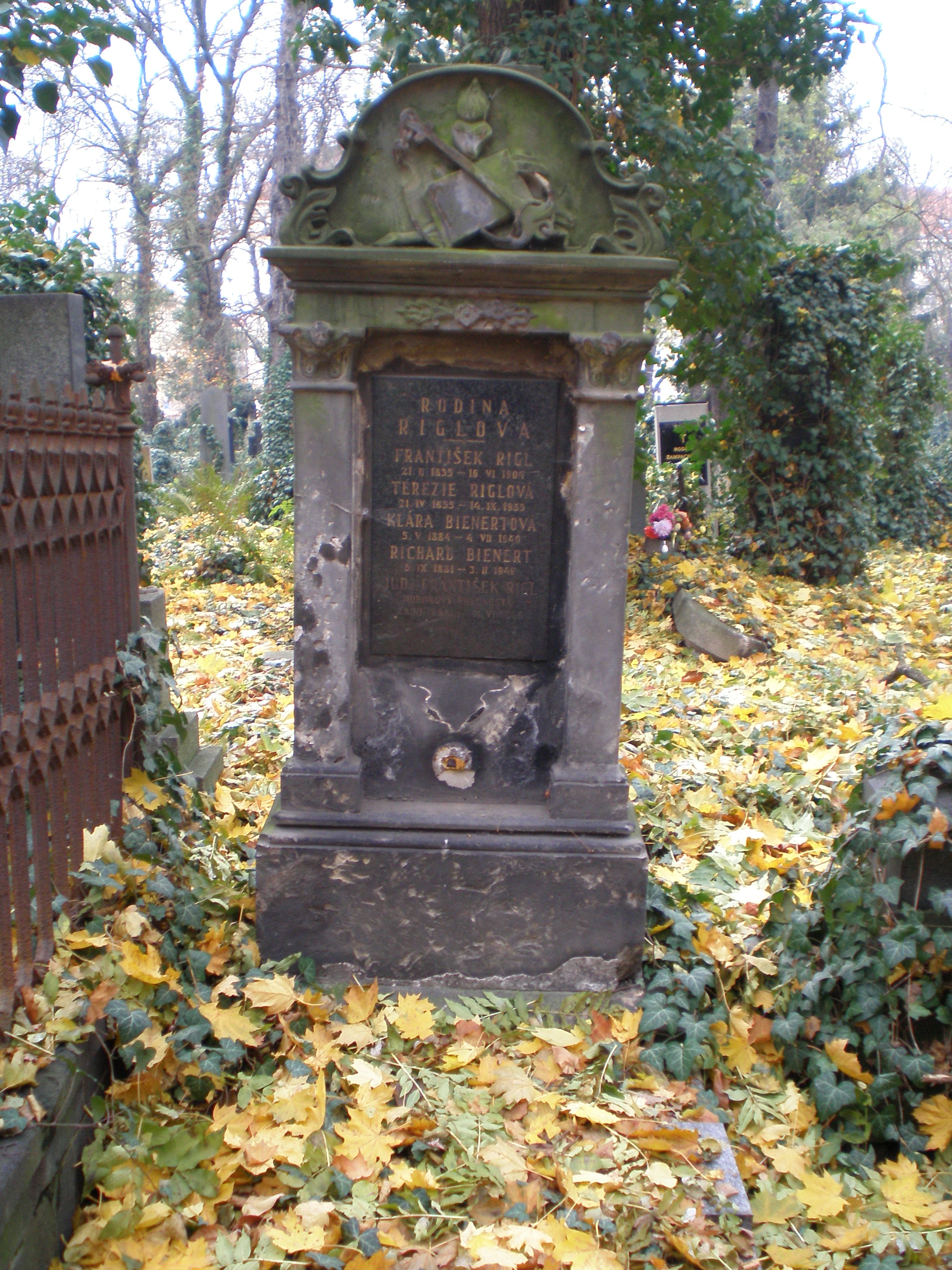
Bienerts Grab in Prag

Richard Bienert (* 5. September 1881 in Smichow; † 3. Februar 1949 in Prag) war ein tschechoslowakischer Politiker. Er war von Januar bis Mai 1945 letzter Regierungschef des Protektorats Böhmen und Mähren.

## Leben
Nach dem Besuch des Gymnasiums studierte er Rechtswissenschaften an der Prager Universität. Ab 1906 war er bei der Prager Polizei tätig.
Während des Ersten Weltkriegs kämpfte Richard Bienert im Untergrund für die Entstehung eines unabhängigen tschechischen Staates.
Als Prager Polizeichef wurde Bienert 1939 von der Gestapo verhaftet, auf Initiative Präsident Háchas aber wieder freigelassen. Bienert war seit Anfang 1942 Innenminister der tschechischen Protektoratsregierung, wurde als Nachfolger Jaroslav Krejčís von Januar bis Mai 1945 letzter Regierungschef des Protektorats Böhmen und Mähren. Da das Protektorat knapp außer Reichweite alliierter Bomber lag, lieferte dessen Wirtschaft bis zum Kriegsende beinahe ungestört wichtige Kriegsgüter. Bienert wurde am 5. Mai 1945 auf seinem Weg zum Rundfunk verhaftet, wo er offiziell das Ende des Protektorats verkünden wollte. Nach Kriegsende wurde er zu 3 Jahren Haft verurteilt. Im Mai 1947 wurde er aus der Haft entlassen, er starb im Februar 1949.